# Scierie-moulin-saboterie-forge de Xamontarupt
La scierie-moulin-saboterie-forge est un ensemble d'immeubles situé à Xamontarupt, dans le département des Vosges, en France.

## Histoire
Le lieu accueille une diversité d'activités typique de la petite industrie dans les montagnes vosgiennes. On retrouve des traces de son utilisation comme moulin appartenant à la famille Bexon dès 1803, suggérant une activité antérieure,.
La production de sabots cesse en 1950, suivie par celle de la minoterie en 1970.

## Description

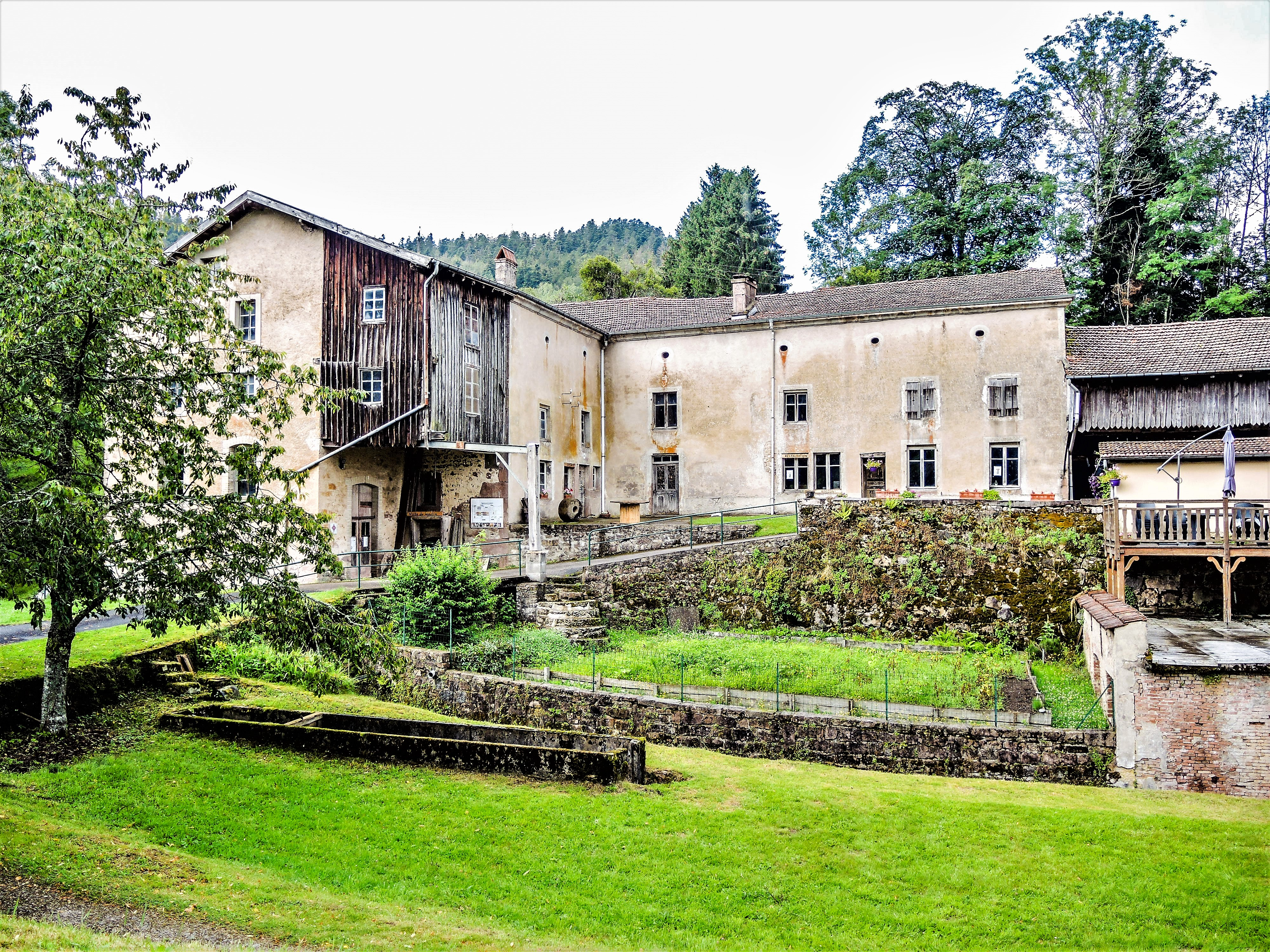
Ancien moulin.

Le site comprend deux ensembles de bâtiments. Au centre se dresse la ferme, entourée de la saboterie, de la pisciculture et de la halle abritant la scierie. Le second ensemble, disposé en forme de L, abrite les dépendances agricoles, le logement des domestiques et la minoterie équipée d'une forge. Cette dernière conserve encore sa paire de meules et son mécanisme d'entraînement.

## Valorisation du patrimoine
Des visites guidées sont proposées pour permettre aux visiteurs de découvrir l'histoire du moulin.

## Protection
L'ensemble des immeubles constituant la scierie, le moulin, la saboterie et la forge est inscrit au titre des monuments historiques par arrêté du 28 février 2013.